# Europees kampioenschap handbal vrouwen 2000
Het 4de Europees kampioenschap handbal vrouwen vond plaats van 8 december tot 17 december 2000 in Roemenië. Twaalf landenteams namen deel aan de strijd om de Europese titel. Titelverdediger Noorwegen moest genoegen nemen met de zesde plaats in de eindrangschikking.

## Voorronde

### Groep A
| Land        | Wed | W | G | V | DV  | DT  | DS  | Ptn |
| ----------- | --- | - | - | - | --- | --- | --- | --- |
| Hongarije   | 5   | 4 | 1 | 0 | 159 | 115 | +44 | 9   |
| Rusland     | 5   | 4 | 0 | 1 | 118 | 104 | +14 | 8   |
| Frankrijk   | 5   | 3 | 0 | 2 | 127 | 106 | +21 | 6   |
| Joegoslavië | 5   | 2 | 1 | 2 | 139 | 138 | +1  | 5   |
| Duitsland   | 5   | 1 | 0 | 4 | 117 | 134 | –17 | 2   |
| Oostenrijk  | 5   | 0 | 0 | 5 | 89  | 152 | –63 | 0   |

| 8 december  | Frankrijk   | 21 – 22 | Rusland     |
| 8 december  | Oostenrijk  | 20 – 30 | Duitsland   |
| 8 december  | Hongarije   | 33 – 33 | Joegoslavië |
| 9 december  | Rusland     | 28 – 19 | Oostenrijk  |
| 9 december  | Joegoslavië | 19 – 26 | Frankrijk   |
| 9 december  | Duitsland   | 22 – 33 | Hongarije   |
| 10 december | Frankrijk   | 25 – 19 | Duitsland   |
| 10 december | Oostenrijk  | 12 – 35 | Hongarije   |
| 10 december | Rusland     | 27 – 20 | Joegoslavië |
| 12 december | Oostenrijk  | 24 – 33 | Joegoslavië |
| 12 december | Hongarije   | 32 – 29 | Frankrijk   |
| 12 december | Duitsland   | 18 – 22 | Rusland     |
| 13 december | Joegoslavië | 34 – 28 | Duitsland   |
| 13 december | Hongarije   | 26 – 19 | Rusland     |
| 13 december | Frankrijk   | 26 – 14 | Oostenrijk  |

### Groep B
| Land        | Wed | W | G | V | DV  | DT  | DS  | Ptn |
| ----------- | --- | - | - | - | --- | --- | --- | --- |
| Oekraïne    | 5   | 2 | 3 | 0 | 130 | 120 | +10 | 7   |
| Roemenië    | 5   | 3 | 1 | 1 | 128 | 118 | +10 | 7   |
| Noorwegen   | 5   | 2 | 2 | 1 | 132 | 126 | +6  | 6   |
| Macedonië   | 5   | 1 | 2 | 2 | 113 | 123 | –10 | 4   |
| Denemarken  | 5   | 1 | 1 | 3 | 130 | 137 | –7  | 3   |
| Wit-Rusland | 5   | 0 | 3 | 2 | 134 | 143 | –9  | 3   |

| 8 december  | Denemarken  | 19 – 20 | Macedonië   |
| 8 december  | Roemenië    | 29 – 28 | Wit-Rusland |
| 8 december  | Noorwegen   | 24 – 24 | Oekraïne    |
| 9 december  | Macedonië   | 19 – 19 | Roemenië    |
| 9 december  | Oekraïne    | 29 – 29 | Denemarken  |
| 9 december  | Wit-Rusland | 26 – 26 | Noorwegen   |
| 10 december | Denemarken  | 34 – 26 | Wit-Rusland |
| 10 december | Roemenië    | 26 – 22 | Noorwegen   |
| 10 december | Macedonië   | 19 – 27 | Oekraïne    |
| 12 december | Roemenië    | 21 – 23 | Oekraïne    |
| 12 december | Noorwegen   | 29 – 22 | Denemarken  |
| 12 december | Wit-Rusland | 27 – 27 | Macedonië   |
| 13 december | Oekraïne    | 27 – 27 | Wit-Rusland |
| 13 december | Noorwegen   | 31 – 28 | Macedonië   |
| 13 december | Denemarken  | 26 – 33 | Roemenië    |

## Finale ronde

### Halve finales
| 16 december | Hongarije | 25 – 24 | Roemenië |
| 16 december | Oekraïne  | 28 – 24 | Rusland  |

### 11de/12de plaats
| 15 december | Oostenrijk | 22 – 27 | Wit-Rusland |

### 9de/10de plaats
| 15 december | Duitsland | 22 – 21 | Denemarken |

### 7de/8ste plaats
| 15 december | Joegoslavië | 39 – 38 | Macedonië |

### 5de/6de plaats
| 15 december | Frankrijk | 23 – 19 | Noorwegen |

### Troostfinale
| 17 december | Rusland | 21 – 16 | Roemenië |

### Finale
| 17 december | Hongarije | 32 – 30 | Oekraïne |

## Eindrangschikking en onderscheidingen

### Eindrangschikking
| Rang   | Team            |
| ------ | --------------- |
| Goud   | Hongarije       |
| Zilver | Oekraïne        |
| Brons  | Rusland         |
| 4      | Roemenië        |
| 5      | Frankrijk       |
| 6      | Noorwegen       |
| 7      | Joegoslavië     |
| 8      | Noord-Macedonië |
| 9      | Duitsland       |
| 10     | Denemarken      |
| 11     | Wit-Rusland     |
| 12     | Oostenrijk      |

| Europees kampioen vrouwen 2000 · Hongarije · 1e titel Selectie: Tamasne Zsembery, Gabriela Kindl, Eszter Siti, Ildikó Pádár, Erika Kirsner, Nikolett Brigocacz, Krisztina Nagy, Zsuzsana Palffy, Krisztina Pigniczky, Ágnes Farkas, Timea Sugar, Aniko Kantor, Beata Siti, Beatrix Kökeny, Katalin Palinger en Anita Kulcsar. · Bondscoach: Lajos Mocsai. |

### Onderscheidingen
All-Star Team
- Keeper:  Luminița Huțupan
- Rechterhoek:  Agnieszka Tobiasz
- Rechteropbouw:  Melinda Szabó
- Middenopbouw:  Beáta Siti
- Linkeropbouw:  Olena Tsyhytsia
- Linkerhoek:  Larisa Ferzalieva
- Cirkelloper:  Lyudmila Bodniyeva

Overige onderscheiding
- Meest waardevolle speler:  Beáta Siti